# Goudiereiland
Goudiereiland is een klein eiland dat 0,1 kilometer ten noorden ligt van Jougla Point in de haven van Port Lockroy, Wiencke-eiland, in de Palmerarchipel. Het werd ontdekt door de Franse Antarctische expeditie van 1903-1905.